# Лакдавалла, Эмили
Эмили Стюарт Лакдавалла (англ. Emily Stewart Lakdawalla; род. 8 февраля 1975) — американский геолог-планетолог, писательница, журналист, популяризатор науки; до октября 2021 года редактор «Планетарного общества».

## Биография
В детстве Эмилия отличалась широким кругом интересов, от конструирования и до палеонтологии. К последней науке примыкает и геология, которую Эмилия и избрала в качестве первой своей университетской специализации. «Это креативная наука, в которой ты воссоздаёшь предысторию ландшафта по небольшому набору образцов, и в которой, исследуя поверхность, ты можешь себе представить, что происходит глубоко под ней». 

### Амхёрст
Среди учебных заведений Массачусетса Амхёрстский колледж (англ. Amherst College), отпраздновавший в 2021 году 200-летие со дня своего основания, является третьим по старшинству. Статус сугубо частного вуза позволил Амхёрсту проводить сугубо консервативную политику приёма студентов: вплоть до 1975 года это был сугубо мужской вуз; до в 2013 году вуз отвергал концепцию «открытого доступа» (англ. open-access policy), и лишь 20 октября 2021 года отказался от практики узаконенных преимуществ, предоставлявшихся, в том числе, детям своих выпускников при их поступлении.
В 1996 году Эмилия получила степень бакалавра (англ. B. A.) со специализацией по геологии в Амхёрстском колледже, где познакомилась со своим будущим мужем — Дариусом Лакдаваллой (англ. Darius Lakdawalla; там. லக்தவால்லா), который за год до неё окончил этот же колледж с отличием cum laude по специальностям философия и математика.
По завершении учёбы в Амхёрсте с 1996 по 1998 год преподавала естественные науки в пятом и шестом классе одной из дневных школ в Лейк-Форест (в переводе «англ. приозёрный лес») — городке, расположившемся на так называемом северном берегу, как называют в Чикаго крайний северо-восточный район этого мегаполиса, выходящий на озеро Мичиган. После этого Эмилия продолжила собственное образование в Брауновском университете, где в 2000 году получила степень магистра (англ. M. S.) в области планетной геологии.

## Астероид 274860 Emilylakdawalla
12 июля 2014 года Центр малых планет сообщил, что имя Эмилии Лакдаваллы привоено астероиду 274860 Emilylakdawalla, открытому в 2009 году немецкими астрономами Маттиасом Бушем и Райнером Крескеном

## Книги
- Emily Lakdawalla. The design and engineering of Curiosity: how the Mars Rover performs its job (англ.). — Cham, Switzerland: Springer Praxis Booiks; Chichester, UK, 2018. — 394 p.

- Emily Lakdawalla. Mars Operations (англ.). — 2018. — ISBN 978-3-319-68144-3.

## Публикации
- Emily Lakdawalla (7 марта 2019). Similarities and differences in the landing sites of ESA's and NASA's 2020 Mars rovers. Nature astronomy (англ.). 3 (3): 190–192.
- Emily Lakdawalla. Is Opportunity near Lunokhod’s distance record? Not as close as we used to think! (англ.). The Planetary Society (21 июня 2013). Дата обращения: 26 июня 2013.
- Emily Lakdawalla. From Mercury orbit, MESSENGER watches a lunar eclipse (англ.). Planetary Society (10 октября 2014). Дата обращения: 23 января 2015.
- Emily Lakdawalla. MESSENGER Scientists ’Astonished’ to Find Water in Mercury’s Thin Atmosphere (англ.) (3 июля 2008). Дата обращения: 18 мая 2009. Архивировано 20 января 2013 года.
- Emily Lakdawalla. Dark Spot Near the South Pole: A Candidate Lake on Titan? (англ.). The Planetary Society (28 июня 2005). Дата обращения: 14 октября 2006. Архивировано из оригинала 5 июня 2011 года.
- Emily Lakdawalla. Cassini VIMS sees the long-awaited glint off a Titan lake. Planetary Society Blog. Planetary Society (17 декабря 2009). Дата обращения: 17 декабря 2009. Архивировано 22 августа 2011 года.
- Emily Lakdawalla. Pluto’s seasons and what New Horizons may find when it passes by (англ.). Planetary Society (2 мая 2013). Дата обращения: 5 декабря 2015. Архивировано 22 марта 2015 года.
- Emily Lakdawalla. Methane is a greenhouse gas on Pluto, too (англ.). The Planetary Society (3 марта 2009). Дата обращения: 5 декабря 2015. Архивировано 2 декабря 2015 года.
- Emily Lakdawalla. Titan: Arizona in an Icebox? (англ.). Дата обращения: 21 января 2004. Архивировано из оригинала 6 апреля 2008 года.
- Emily Lakdawalla. Finally! New Horizons has a second target (англ.). The Planetary Society (15 октября 2014). Дата обращения: 26 июня 2020.
- Casey Dreier, Emily Lakdawalla. NASA announces five Discovery proposals selected for further study (англ.). The Planetary Society (30 сентября 2015). Дата обращения: 12 апреля 2017.
- Emily L., Schaller; Brouwn, Michael E.; Roe, Henry G. Roe; Bouchez, Antonin H. A large cloud outburst at Titan’s south pole (англ.) // Icarus. — Elsevier, 2006. — February (no. 182). — P. 224—229.
- Emily Lakdawalla. New Images from the Huygens Probe: Shorelines and Channels, But an Apparently Dry Surface (англ.). The Planetary Society (15 января 2005). Дата обращения: 4 февраля 2011. Архивировано из оригинала 29 августа 2007 года.
- Emily Lakdawalla. Discovery of a Whole New Type of Comet (англ.). The Planetary Society (28 апреля 2006). Дата обращения: 20 апреля 2007. Архивировано 24 января 2012 года.
- Emily Lakdawalla. Windows onto the abyss: cave skylights on Mars (англ.). The Planetary Society Weblog (23 мая 2007). Дата обращения: 26 мая 2007. Архивировано 20 марта 2012 года.
- Emily Lakdawalla. A_Ringed_Moon_of_Saturn_Cassini.html (англ.). The Planetary Society web site (6 марта 2008). Дата обращения: 17 октября 2012. Архивировано 26 июля 2011 года.
- Emily Lakdawalla. Another possible piece of evidence for a Rhea ring (англ.). The Planetary Society Blog (5 октября 2009). Дата обращения: 22 марта 2012. Архивировано 15 сентября 2012 года.
- Emily Lakdawalla. A second ringed centaur? Centaurs with rings could be common (англ.). Planetary Society (27 января 2015). Дата обращения: 3 июня 2015.
- Emily Lakdawalla. Twelve New Moons for Saturn (англ.). Planetary News: Moon Discoveries. Planetary Society (2005). Архивировано из оригинала 31 августа 2006 года.
- Emily Lakdawalla. Now Philae down to sleep (англ.). The Planetary Society (15 ноября 2014). Дата обращения: 17 ноября 2014.
- Emily Lakdawalla. Finally! New Horizons has a second target (англ.) (15 октября 2014). Дата обращения: 7 февраля 2015.
- Emily Lakdawalla. A serendipitous observation of tiny rocks in Jupiter’s orbit by Galileo (англ.). The Planetary Society (17 мая 2013). Дата обращения: 17 октября 2014. Архивировано 14 октября 2014 года.

## Видеоматериалы
- Bill Nye, Nichelle Nichols, Leland Melvin, Emily Lakdawalla (16 ноября 2016). Space Love Story feat (англ.). The Planetary Society — YouTube.